# Carl Daniel Ekman
Carl Daniel Ekman (17 de março de 1845 – 3 de novembro de 1904) foi um engenheiro químico sueco.
Inventou a forma do processo de sulfite da manufatura da polpa de madeira. O processo foi desenvolvido em Bergvik, Suécia de 1871 a 1874. Em 1879 emigrou para a Inglaterra. 

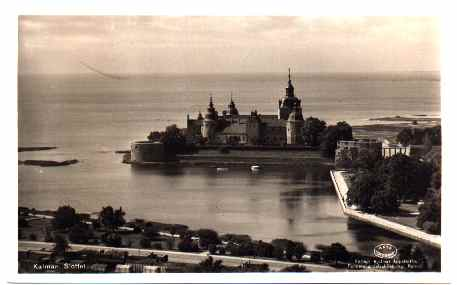
O castelo Kalmar no início do século XX.